# Stipa aktauensis
Stipa aktauensis là một loài thực vật có hoa trong họ Hòa thảo. Loài này được Roshev. miêu tả khoa học đầu tiên năm 1932.